# Galegos (São Martinho)
Galegos (São Martinho) é uma freguesia portuguesa do município de Barcelos, com 3,12 km² de área e 1842 habitantes (censo de 2021). A sua densidade populacional é 590,4 hab./km².
É a terra natal da ilustre ceramista portuguesa Rosa Barbosa Lopes, conhecida como Rosa Ramalho.

## Demografia
A população registada nos censos foi:
| Distribuição da População por Grupos Etários | Distribuição da População por Grupos Etários | Distribuição da População por Grupos Etários | Distribuição da População por Grupos Etários | Distribuição da População por Grupos Etários |
| -------------------------------------------- | -------------------------------------------- | -------------------------------------------- | -------------------------------------------- | -------------------------------------------- |
| Ano                                          | 0-14 Anos                                    | 15-24 Anos                                   | 25-64 Anos                                   | > 65 Anos                                    |
| 2001                                         | 461                                          | 422                                          | 1016                                         | 152                                          |
| 2011                                         | 297                                          | 295                                          | 1113                                         | 225                                          |
| 2021                                         | 252                                          | 183                                          | 1058                                         | 349                                          |

## Património
- Igreja Paroquial de Galegos São Martinho
- Capela Santa Marinha
- Cruzeiro Paroquial
- Campo de Futebol 1º de Janeiro - Futebol Clube "Os Ceramistas"

## Artesanato
- Maria Sineta
- Rosa Ramalho
- Mistério, Domingos Gonçalves Lima

## Instituições Financeiras
Na freguesia de Galegos São Martinho está representada uma agência financeira Santander.